# Estandeuil

Estandeuil este o comună în departamentul Puy-de-Dôme, Franța. În 1 ianuarie 2022 avea o populație de 508 de locuitori.